# SOCAR

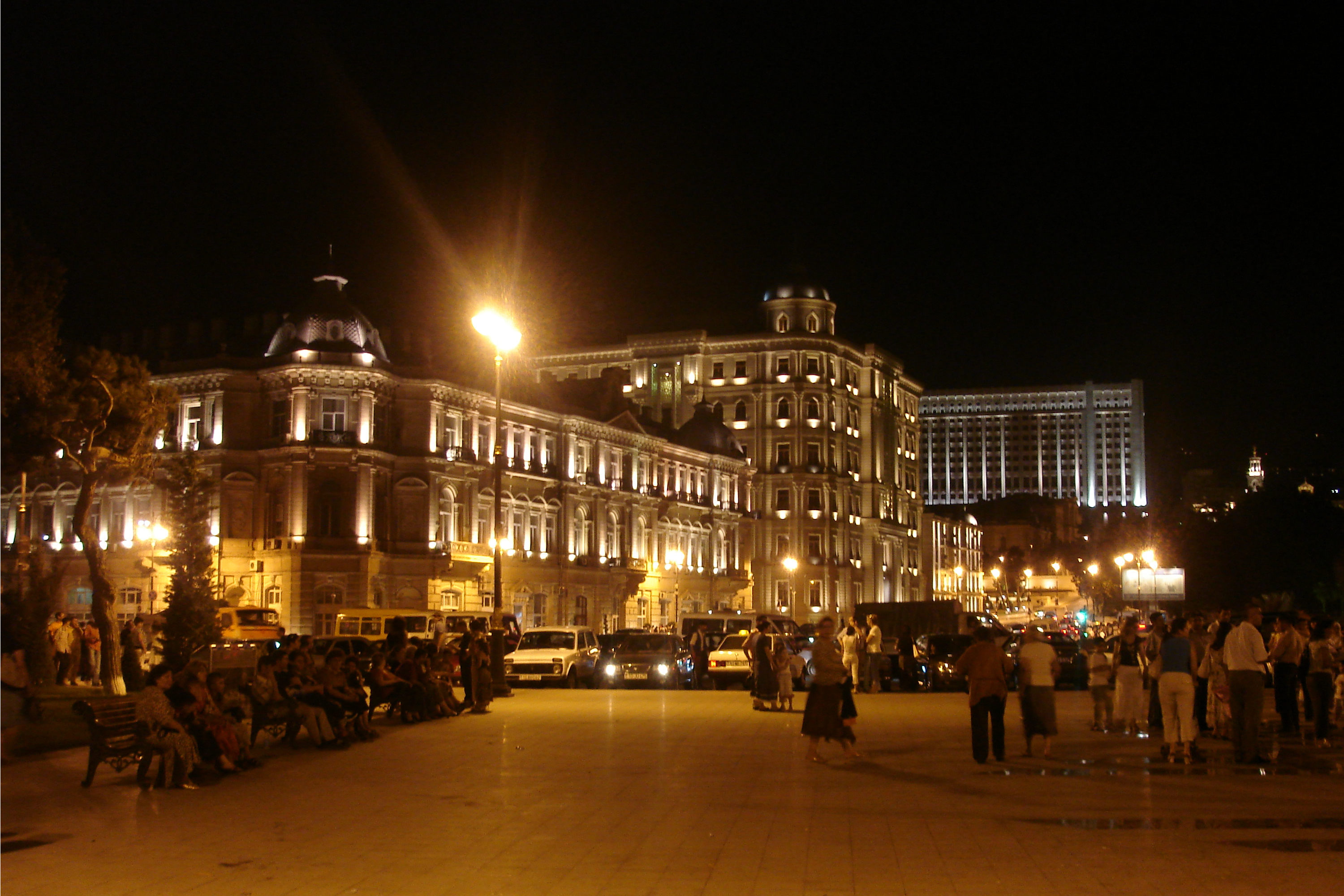
Sediul companiei SOCAR din Baku, Azerbaidjan

State Oil Company of Azerbaijan Republic (SOCAR) (azeră Azərbaycan Respublikası Dövlət Neft Șirkəti, română Compania Petrolieră de Stat a Republicii Azerbaidjan) este o companie petrolieră și de gaze naturale deținută de stat din Azerbaidjan. Este considerată a fi una dintre cele mai mari companii petroliere din lume. Ea produce petrol și gaze naturale, operează cele două rafinării de petrol ale țării și se ocupă de funcționarea conductelor de petrol și gaze în întreaga țară. 'SOCAR' supervizează consorțiile internaționale, care dezvoltă proiecte petroliere și de gaz natural noi în Azerbaidjan. SOCAR este a 68-a cea mai mare companie din lume și valorează 20 de miliarde de dolari americani.

## Istorie
SOCAR a fost fondată pe 13 septembrie 1992, prin Decretul 200 dat de Președintele Republicii Azerbaidjan prin fuziunea a două companii petroliere de stat, Azerneft și Azneftkimiya. Azerneft a fost creat după revoluția bolșevică, prin naționalizarea industriei petroliere azere. În perioada sovietică, Azerneft a fost încorporată în noul Minister al Industriei Petrolului din Azerbaidjan (1954-1959) și a trecut prin mai multe reorganizări și redenumiri. În august 1970, acesta a fost redenumit din nou Azerneft. În conformitate cu Decretul prezidențial nr. 50, compania a fost restructurat și mai multe entități din cadrul organizației au fost stabilite pentru a îmbunătăți gestionarea activităților de explorare și producție în Azerbaidjan. Pe 24 ianuarie 2003, a avut loc o altă restructurare orgazițională prin Decretul prezidențial nr. 844:
- a fuzionat unitățile de producție a gazului din larg și cele de pe țărm fondând Azneft production unit
- a fuzionat Departamentul de relații economice externe cu unitatea 'Azernefttejhizat' formând Marketing and Economic Operations Department;
- a fondat Oil Lines Department pe baza principalelor linii de producție a petrolului;
- a fondat Baku Deep Water Jacket Plant pe baza unității de producție 'Shelflayihetikinti';
- a fondat rafinăria petrolieră Azerneftyagh pe baza unității de producție Azerneftyagh;
- a fondat rafinăria petrolieră Azerneftyanajag pe baza unității de producție Azerneftyanajag
- a anunțat o ofertă publică inițială pentru unitățile Khezerdenizgazmatikinti, Khezerdenizneftsosialtikintiși biroul transporturi auto al SOCAR.[4]

În 1994, SOCAR a semnat „Contractul secolului” pentru producția de petrol în Marea Caspică.

## SOCAR în România
SOCAR este prezentă pe piața locală din 2007, dar primii pași concreți au fost făcuți abia în 2011, când firma a preluat compania de distribuție a carburanților Romtranspetrol, controlată de doi oameni de afaceri din Botoșani, Iulian și Doina Berescu.
La momentul preluării, Romtranspetrol avea 15 benzinării.
Prima benzinărie sub brandul SOCAR a fost deschisă în România în noiembrie 2011 la Botoșani.
Cifra de afaceri:
- 2012: 52,2 milioane euro [5]
- 2011: 5,5 milioane euro [5]